# Ferguson Peak (Mac-Robertson-Land)
Der Ferguson Peak ist ein 900 m hoher Berg im ostantarktischen Mac-Robertson-Land. Er ragt unmittelbar nördlich des Phillips Ridge und rund 1 km westlich der Central Masson Range in den Framnes Mountains auf.
Das Antarctic Names Committee of Australia benannte ihn nach Oscar Ferguson, dem leitenden Elektrotechniker auf der Mawson-Station im antarktischen Winter des Jahres 1962.